# Louise Marie-Thérèse

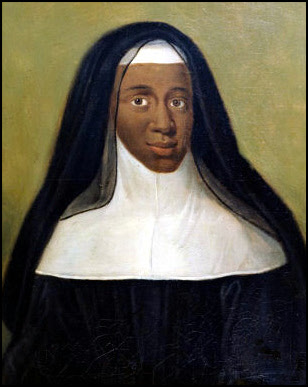
Louise Marie-Thérèse, Den svarta nunnan i Moret.

Louise Marie-Thérèse, känd under benämningen "Den svarta nunnan i Moret", född 16 november 1664, död 1732 i Moret-sur-Loing, var en fransk nunna som har utpekats som hemlig dotter till den franska drottningen Maria Teresia av Spanien, gemål till kung Ludvig XIV. Hon finns ofta omnämnd i litteraturen och var ett känt samtalsämne inom sin tids skvallerspegel.
Louise Marie-Thérèse var nunna in benediktinerklostret Moret-sur-Loing. Det finns ett porträtt av henne som daterats till omkring år 1680. Tavlan bedöms ha målats av samma konstnär som målade av medlemmarna i den franska kungafamiljen.
Hon finns omnämnd i memoarerna av Madame de Maintenon, Grande Mademoiselle, Madame de Montespan (egentligen skrivna av Philippe Musoni), Louis de Rouvroy, hertig av Saint-Simon, Voltaire och kardinal Dubois. Vid drottning Maria Teresias död 1683 utpekades denna kvinna som den svarta dotter Maria Teresia anses ha fött.
Saint-Simon uppger att klostret ofta besöktes av drottningen och Madame de Maintenon, som alltid tillgodosåg hennes behov. Nunnan själv var övertygad om att hon var drottningens dotter, och hälsade på kronprinsen som "Min Bror". År 1685, och sedan 15 oktober 1695, garanterades nunnan en kunglig pension: "att utbetalas under hela hennes liv i detta kloster eller var hon är kan vara, av kungliga kassan nu och i framtiden".
Grande Mademoiselle uppger att hon var dotter till drottningen och den svarta pagen Nabo. Detta anses dock osannolikt: dels på grund av att Maria Teresia var ytterst religiös, och dels för att kungliga födslar var offentliga händelser, som bevittnades av hovet.
Dottern ska ha fötts 16 november 1664 och dött 26 december 1664, med en hy som officiellt var mörk på grund av cyanos. Då huden inte ljusnade ska det ha bytts ut mot ett dött barn för att undvika skandal.